# Попарсова къща
Попарсова къща (на македонска литературна норма: Попарсова куќа) е възрожденска къща в село Богомила, Северна Македония. Роден дом на основателя на Вътрешната македоно-одринска революционна организация Петър Попарсов, къщата е обявена за значимо културно наследство на Северна Македония и е превърната в къща музей.
Сградата е разположена улица „Маршал Тито“ № 12. В 1986 година къщата е превърната в къща музей. От къщата в средата на 90-те години са откраднати оригиналните експонати библия, пистолет и нож.
Къщата е обновена с пари на министерството на културата в 2012 година заедно с Войнишкото училище във Войница, къща музей на Коле Неделковски.